# Пьетранджели, Никола
Никола Пьетранджели (итал. Nicola Pietrangeli; род. 11 сентября 1933, Тунис) — итальянский теннисист и теннисный тренер, 3-я ракетка мира среди любителей в 1959 и 1960 годах, четырёхкратный победитель чемпионата Франции по теннису во всех разрядах, обладатель 53 титулов в одиночном разряде в любительских турнирах. Пьетранджели, игравший за сборную Италии в Кубке Дэвиса с 1954 по 1972 год, остаётся рекордсменом Кубка Дэвиса по числу побед как в одиночном, так и в парном разряде, в 1960—1961 годах становился с итальянской командой участником раунда вызова, а в 1976 году привёл её к победе в этом соревновании как неиграющий капитан. Член Международного зала теннисной славы с 1986 года.

## Спортивная карьера
Игровую манеру Николы Пьетранджели определяли упорство, выносливость, классические дальние удары и умение экономить силы для затяжных розыгрышей — черты, характерные для игроков, успешно играющих на грунтовых кортах. Именно на таких кортах Пьетранджели добился своих наиболее значительных успехов на грунтовых кортах, в частности в рамках чемпионата Франции по теннису, в котором семь раз доходил до финала — четырежды в одиночном разряде, дважды в мужских парах и один раз в миксте. В семи финалах он завоевал четыре титула — два в одиночном и по одному в мужском и смешанном парном разряде. Все его одиночные финалы — как победы в 1959 и 1960 годах, так и поражения от Мануэля Сантаны в 1961 и 1964 годах — проходил в упорной борьбе: два из них длились по пять сетов, а остальные два по четыре.
Пьетранджели также 19 раз участвовал в Уимблдонском турнире, впервые появившись на уимблдонском газоне в 1954, а в последний раз в 1973 году. Его лучшим результатом в одиночном разряде стал выход в полуфинал в 1960 году: по пути туда Пьетранджели переиграл посеянного под вторым номером Барри Маккея из США, но затем уступил второй ракетке турнира Роду Лейверу. В мужских парах Пьетранджели и Орландо Сирола стали финалистами в 1956 году после победы над второй сеяной парой Вик Сейксас—Хэм Ричардсон. Пьетранджели также четыре раза играл в чемпионате США и один раз — в 1957 году — в чемпионате Австралии, где дошёл до четвертьфинала в одиночном разряде и мужских парах.
В общей сложности за свою любительскую карьеру Пьетранджели завоевал 53 титула в одиночном разряде. Он побеждал, среди прочего, на открытых чемпионатах Чехословакии, Германии, Финляндии и Египта. С 1957 по 1964 год итальянский теннисист пять раз входил в десятку сильнейших теннисистов-любителей мира, определяемую по итогам сезона газетой Daily Telegraph, в 1959 и 1960 годах занимая в этой иерархии третье место. Он также достиг высоких результатов за годы выступлений за сборную Италии, которую представлял в Кубке Дэвиса с 1954 по 1972 год. За это время Пьетранджели провёл в Кубке Дэвиса 164 игры в 66 матчах, одержав 78 побед в одиночном и 42 в парном разряде. Оба этих результата остаются абсолютными рекордами Кубка Дэвиса; кроме того, Пьетранджели и Сирола сохраняют за собой первое место в списке самых результативных пар в Кубке Дэвиса, одержав 34 победы (при 8 поражениях). В 1960 году в межзональном финале Кубка Дэвиса, проходившем в Перте (Австралия) на травяных кортах, Пьетранджели и Сирола, проигрывавшие сборной США 2:0 после первого дня матча, сумели выиграть оставшиеся три игры и пробиться в раунд вызова, где уступили действующим обладателям Кубка — австралийцам. Через год итальянцы снова победили американцев в стыковом матче (Пьетранджели выиграл обе своих одиночных встречи — у Уитни Рида и Джека Дугласа — и парную игру с Сиролой) и во второй раз подряд вышли в раунд вызова, однако снова не сумели противостоять австралийской сборной.
То, чего Пьетранджели не удалось добиться в качестве игрока — победы в Кубке Дэвиса, — стало возможным в ранге неиграющего тренера. В 1976 году он привёл в этом качестве сборную Италии к званию обладателей Кубка Дэвиса, обыграв в финале в Сантьяго сборную Чили. На следующий год итальянцы под его руководством во второй раз подряд дошли до финала, но там вновь, как в прежние годы, уступили команде Австралии. В 1986 году имя Пьетранджели, которого «Исторический словарь тенниса» называет «вероятно, величайшим итальянским теннисистом в истории», было включено в списки Международного зала теннисной славы, а в 2015 года он был введён в Зал славы итальянского спорта (2015).

## Финалы турниров Большого шлема за карьеру

### Одиночный разряд (2-2)
| Результат | Год  | Турнир                | Покрытие | Соперник в финале | Счёт в финале           |
| --------- | ---- | --------------------- | -------- | ----------------- | ----------------------- |
| Победа    | 1959 | Чемпионат Франции     | Грунт    | Ян Вермак         | 3-6, 6-3, 6-4, 6-1      |
| Победа    | 1960 | Чемпионат Франции (2) | Грунт    | Луис Айяла        | 3-6, 6-3, 6-4, 4-6, 6-3 |
| Поражение | 1961 | Чемпионат Франции     | Грунт    | Мануэль Сантана   | 6-4, 1-6, 6-3, 0-6, 2-6 |
| Поражение | 1964 | Чемпионат Франции     | Грунт    | Мануэль Сантана   | 3-6, 1-6, 6-4, 5-7      |

### Мужской парный разряд (1-2)
| Результат | Год  | Турнир              | Покрытие | Партнёр        | Соперники в финале       | Счёт в финале      |
| --------- | ---- | ------------------- | -------- | -------------- | ------------------------ | ------------------ |
| Поражение | 1955 | Чемпионат Франции   | Грунт    | Орландо Сирола | Вик Сейксас Тони Траберт | 1-6, 6-4, 2-6, 4-6 |
| Поражение | 1956 | Уимблдонский турнир | Трава    | Орландо Сирола | Кен Розуолл Лью Хоуд     | 5-7, 2-6, 1-6      |
| Победа    | 1959 | Чемпионат Франции   | Грунт    | Орландо Сирола | Нил Фрейзер Рой Эмерсон  | 6-3, 6-2, 14-12    |

### Смешанный парный разряд (1-0)
| Результат | Год  | Турнир            | Покрытие | Партнёрша    | Соперники в финале     | Счёт в финале |
| --------- | ---- | ----------------- | -------- | ------------ | ---------------------- | ------------- |
| Победа    | 1958 | Чемпионат Франции | Грунт    | Ширли Блумер | Лоррейн Кохлан Боб Хоу | 8-6, 6-2      |

### Финалы Кубка Дэвиса за карьеру (0-2)
| Результат | Год  | Место проведения    | Состав                     | Соперник в финале                           | Счёт |
| --------- | ---- | ------------------- | -------------------------- | ------------------------------------------- | ---- |
| Поражение | 1960 | Сидней, Австралия   | Н. Пьетранджели, О. Сирола | Австралия Р. Лейвер, Н. Фрейзер, Р. Эмерсон | 1:4  |
| Поражение | 1961 | Мельбурн, Австралия | Н. Пьетранджели, О. Сирола | Австралия Р. Лейвер, Н. Фрейзер, Р. Эмерсон | 0:5  |

## Награды
Итальянские
- Орден «За заслуги перед Итальянской Республикой»:
  - Великий офицер (2016)[12][13].
  - Командор (1961)[14][15].
- Золотая цепь «За спортивные заслуги»[итал.] (2018)[16].
- Медаль «За спортивные заслуги» в золоте[итал.] (1964)[17].

Иностранные
- Орден Святого Карла степени кавалера (Монако, 2001)[18].